# Barsinella expandens
Barsinella expandens là một loài bướm đêm thuộc phân họ Arctiinae, họ Erebidae.